# José Álvarez Medero
José Ignacio Álvarez Medero, noto semplicemente come José Álvarez (Montevideo, 27 dicembre 1994), è un calciatore uruguaiano, attaccante del Defensor Sporting.

## Caratteristiche tecniche
È un'ala sinistra.

## Carriera
Cresciuto nel settore giovanile dell'Atenas, ha esordito in prima squadra il 12 ottobre 2013 disputando l'incontro di Segunda División Profesional pareggiato 1-1 contro il Canadian.